# Envronville
Envronville ist eine französische Gemeinde mit 361 Einwohnern (Stand: 1. Januar 2022) im Département Seine-Maritime in der Region Normandie (vor 2016 Haute-Normandie). Sie ist Teil des Kantons Saint-Valery-en-Caux (bis 2015 Fauville-en-Caux) im Arrondissement Le Havre. Die Einwohner werden Envronvillais genannt.

## Geographie
Envronville liegt etwa 45 Kilometer ostnordöstlich von Le Havre im Pays de Caux. Umgeben wird Envronville von den Nachbargemeinden Cliponville im Norden, Rocquefort im Osten, Hautot-le-Vatois im Süden und Südosten, Écretteville-lès-Baons im Süden sowie Terres-de-Caux im Westen und Südwesten.

## Bevölkerung
| Bevölkerungsentwicklung   | Bevölkerungsentwicklung | Bevölkerungsentwicklung | Bevölkerungsentwicklung | Bevölkerungsentwicklung | Bevölkerungsentwicklung | Bevölkerungsentwicklung | Bevölkerungsentwicklung | Bevölkerungsentwicklung |
| ------------------------- | ----------------------- | ----------------------- | ----------------------- | ----------------------- | ----------------------- | ----------------------- | ----------------------- | ----------------------- |
| Jahr                      | 1962                    | 1968                    | 1975                    | 1982                    | 1990                    | 1999                    | 2006                    | 2013                    |
| Einwohner                 | 301                     | 267                     | 244                     | 291                     | 305                     | 333                     | 324                     | 328                     |
| Quelle: Cassini und INSEE |                         |                         |                         |                         |                         |                         |                         |                         |

## Sehenswürdigkeiten

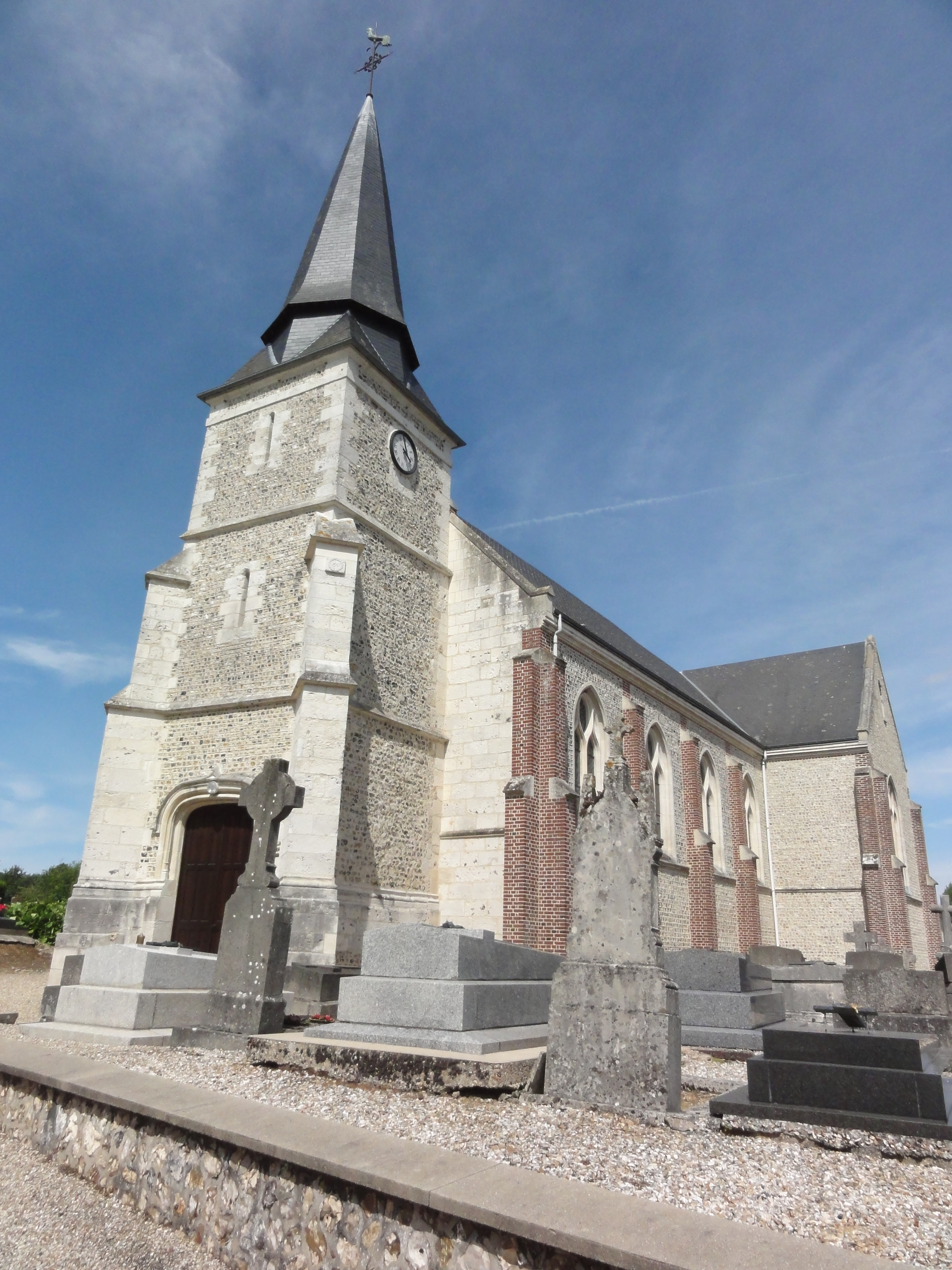
Notre-Dame-de-l’Assomption

- Kirche Notre-Dame-de-l’Assomption aus dem 13. Jahrhundert, An- und Umbauten aus dem 17. und 19. Jahrhundert
- Schloss Bourville
- kanadischer Soldatenfriedhof